# Cat Hill
Cat Hill – miejscowość w brytyjskim terytorium zamorskim Wyspa Świętej Heleny, Wyspa Wniebowstąpienia i Tristan da Cunha, położona na Wyspie Wniebowstąpienia. Według danych z dnia 10 lutego 2008 roku liczyła 210 mieszkańców.